# Daniel Kajmakoski
Daniel Kajmakoski (på makedonsk: Даниел Кајмакоски, født 17. oktober 1983) er en makedonsk sanger. Den 12. november vandt han Skopje Festival, den makedonske forhåndsudvælgelse til Eurovision Song Contest med nummeret "Lisja esenski" (Лисја есенски, på dansk: efterårsblade). Han skal fremføre en engelsksproget version af sangen ved Eurovision Song Contest 2015 i Wien, "Autumn Leaves".